# 韮沢忠雄
韮沢 忠雄（にらさわ ただお、1922年 - 2007年）は、日本のジャーナリスト。日本共産党で赤旗編集局長等を歴任し、既存マスコミの報道におけるタブーへの批判などを展開した。

## 人物・経歴
長野県小諸町生まれ。実家は洋服屋。小諸商業学校（現長野県小諸商業高等学校）を経て、旧制東京商科大学（現一橋大学）に進学。大学在学中金沢で陸軍に勤務。高島善哉ゼミ出身。
大学に復学後、共産党シンパの学生らで組織された民主主義科学研究会（民研）に本間要一郎（のちに横浜国立大学名誉教授）、岡稔（のちに一橋大学教授）、佐藤定幸（のちに一橋大学名誉教授）らとともに参加し、主要メンバーとして活動した。民研はのちに、学生自治会委員長となった弓削達（のちに東京大学名誉教授）から批判を受けるなどし解散して社会科学研究会に改組した。
1954年日本共産党機関紙の「赤旗」の記者となる。赤旗日曜版編集長、赤旗編集局長を歴任した。2005年妻が死去。2007年肺がんで死去。2009年遺著『肺がん体験記』が出版された。
赤旗で既存のマスコミがタブー視してきた創価学会に関し、言論出版妨害事件への批判などを展開し、のちに徐々にマスコミでも創価学会批判がなされるようになるなど世論の変化に繋げた。なお、韮澤はマスコミのタブーとしてアメリカ合衆国、広告主、創価学会、皇室、部落解放同盟などを挙げ、これらに切り込める点などに赤旗の存在意義を求めている。

## 著書
- 『脳卒中体験記』ひかり書房 1983年
- 『長屋政談 : そこが聞きたい日本の政治』日本共産党中央委員会出版局 1988年
- 『マスコミの右傾化と「赤旗」』新日本出版社 1988年
- 『マスコミのタブーと「赤旗」』白石書店 1988年[8]
- 『脳卒中体験記 : ころんでもただは起きない』光陽出版社 1990年
- 『マスコミ信仰の破たん : 発表ジャーナリズムの落とし穴』白石書店 1991年
- 『ちょっと辛口 : 韮沢忠雄の世相寸評』白石書店 1992年
- 『「赤旗」の源流を訪ねて : ジャーナリズム史のなかの「赤旗」』（編著）白石書店 1994年
- 『すばらしきものー人間 : 韮沢忠雄の世相寸評』白石書店 1997年
- 『浅間のけむり : ある「学徒出陣」世代の日本共産党員人生』光陽出版社 1999年[9]
- 『教育勅語と軍人勅諭 : こうしてぼくらは戦争にひきこまれた』新日本出版社 2002年
- 『生きがい論か死にがい論か : イラク反戦運動の源泉を考える』光陽出版社 2004年
- 『人類の「宝」・憲法9条 : 人類の進歩にさからう者に未来はない』光陽出版社 2005年
- 『孫に語る戦前と戦後』光陽出版社 2006年
- 『少年の目からみた昭和初期 : 信州小諸の世相にみる』光陽出版社 2007年
- 『肺がん体験記 : 病中にも楽しみあり』光陽出版社 2009年